# Роттенбург-ан-дер-Лабер
Роттенбург-ан-дер-Лабер (нем. Rottenburg an der Laaber)— город и городская община в Германии, в Республике Бавария.
Община расположена в правительственном округе Нижняя Бавария в районе Ландсхут. Население составляет 7617 человек (на 31 декабря 2010 года). Занимает площадь 90,15 км². Официальный код  —  09 2 74 176.
Городская община подразделяется на 10 городских районов.

## Население
По оценке на 31 декабря 2015 года население общины Роттенбург-ан-дер-Лабер составляет 7827 чел. 

| Дата      | 1840 | 1871 | 1900 | 1925 | 1939 | 1950 | 1961 | 1970 | 1987 | 2011 |
| --------- | ---- | ---- | ---- | ---- | ---- | ---- | ---- | ---- | ---- | ---- |
| Население | 3181 | 4362 | 4737 | 5085 | 4618 | 7176 | 6191 | 6813 | 6790 | 7621 |

| Год       | 1960 | 1970 | 1980 | 1990 | 2000 | 2009 | 2010 | 2011 | 2012 | 2013 | 2014 | 2015 |
| --------- | ---- | ---- | ---- | ---- | ---- | ---- | ---- | ---- | ---- | ---- | ---- | ---- |
| Население | 6129 | 6885 | 7087 | 6911 | 7536 | 7610 | 7617 | 7587 | 7633 | 7681 | 7715 | 7827 |